# Pizza w stylu nowojorskim

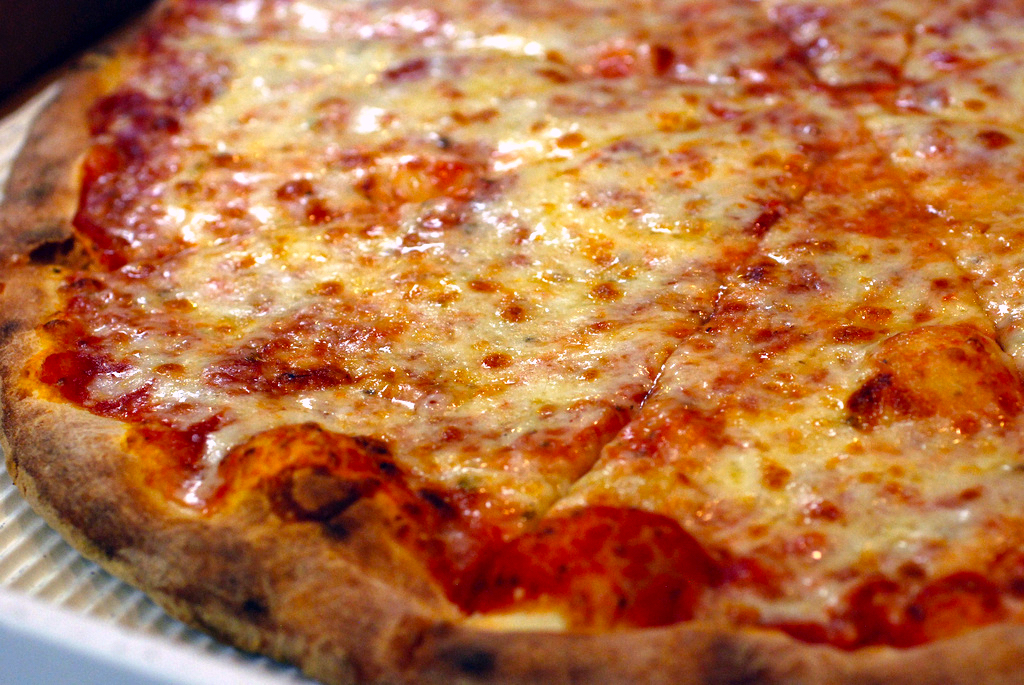
Pizza w stylu nowojorskim

Pizza nowojorska – nowojorski styl wyrobu pizzy, który charakteryzuje ręcznie wyrabiane, cienkie ciasto, często sprzedawane w kawałkach na wynos. Brzegi pizzy są chrupiące, natomiast pod składnikami jest ona miękka i elastyczna, co umożliwia złożenie jej na pół. Styl ten powstał w Nowym Jorku na początku XX wieku. Dziś pizzę nowojorską jada się w stanach Nowy Jork, New Jersey i Connecticut. Na północnym wschodzie i w innych częściach USA występują różne odmiany tego stylu.

## Historia
Pierwsza pizzeria w Ameryce została założona w 1905 r. przez Gennaro Lombardiego w nowojorskich Małych Włoszech. Włoski pizzer z Neapolu w 1897 r. otworzył sklep spożywczy, a osiem lat później otrzymał licencję na sprzedaż pizzy w stanie Nowy Jork. Jego pracownik, Antonio Totonno Pero, robił pizzę, którą sprzedawał w cenie 5 centów za całość. Jednak wielu ludzi nie stać było na całą pizzę. Mogli sobie pozwolić jedynie na pojedynczy kawałek, który otrzymywali owinięty w papier i przewiązany sznurkiem. W 1924 r. Totonno opuścił Lombardiego i otworzył własną pizzerię na Coney Island. Nazwał ją Totonno’s.
W pierwszych nowojorskich pizzeriach używano pieców ceglanych opalanych węglem. Pizzę pokrywano najpierw serem, a następnie sosem. Do 2010 roku w Nowym Jorku znajdowało się ponad 400 pizzerii, mających zróżnicowane menu, oferujące nawet dania.

## Charakterystyka
Nowojorska pizza tradycyjnie jest wyrabiana ręcznie. W podstawowej wersji składa się z cienkiej warstwy sosu pomidorowego i oryginalnego sera mozzarella. Dodatkowe składniki układa się na serze. Spody są duże, zwykle mają około 45 cm średnicy i kroi się je na 8 kawałków. Te wielkie kawałki uznawane są za fast food lub „uliczne przekąski”. Składa się je najczęściej na pół, ponieważ są bardzo miękkie. Dzięki temu z pizzy nie spadają dodatki i nie spływa tłuszcz.
Ciasto nowojorskiej pizzy jest tak wyjątkowe dzięki wysokoglutenowej mące, z której jest zrobione. Uważa się, że minerały występujące w wodzie w okolicach aglomeracji są odpowiedzialne za charakterystyczny smak ciasta. Niektórzy pizzerzy z innych stanów importują wodę, aby nadać swojej pizzy autentycznego smaku.

Typowe przyprawy to oregano, starty parmezan, granulowany czosnek i płatki papryczki chili.

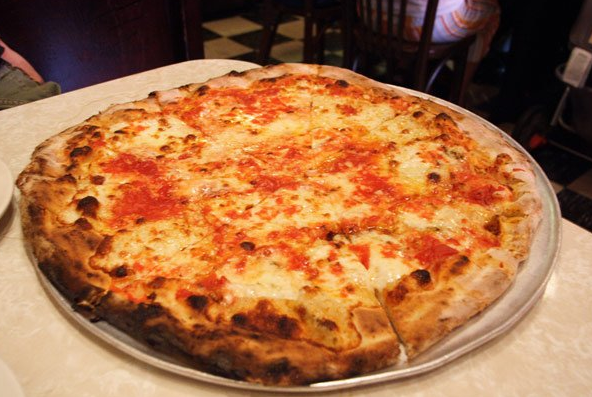
Nowojorska pizza podana w pizzerii
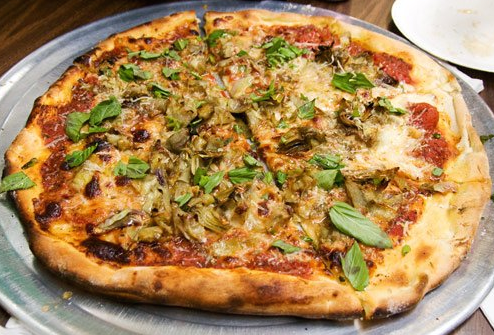
Nowojorska pizza z różnymi dodatkami
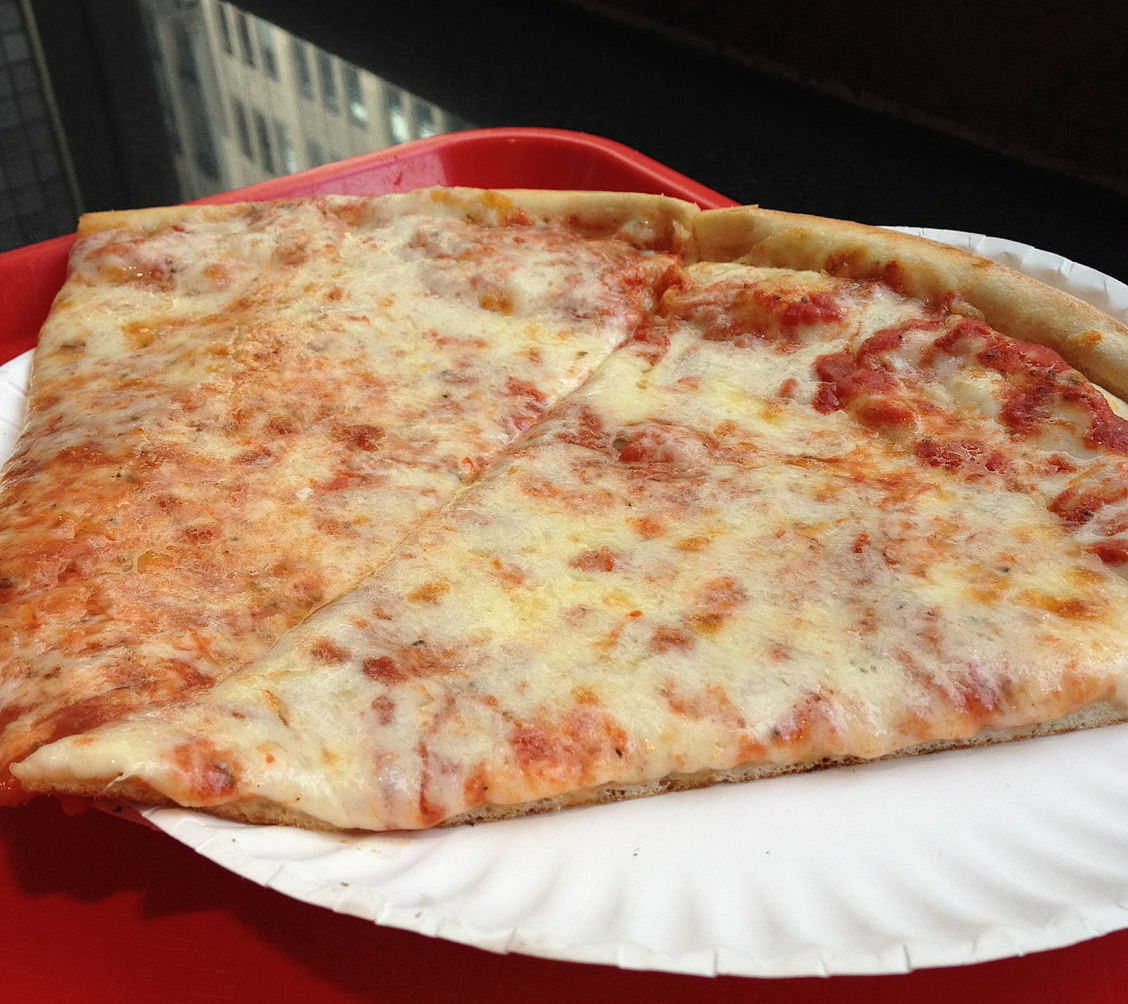
Kawałki pizzy nowojorskiej w pizzerii
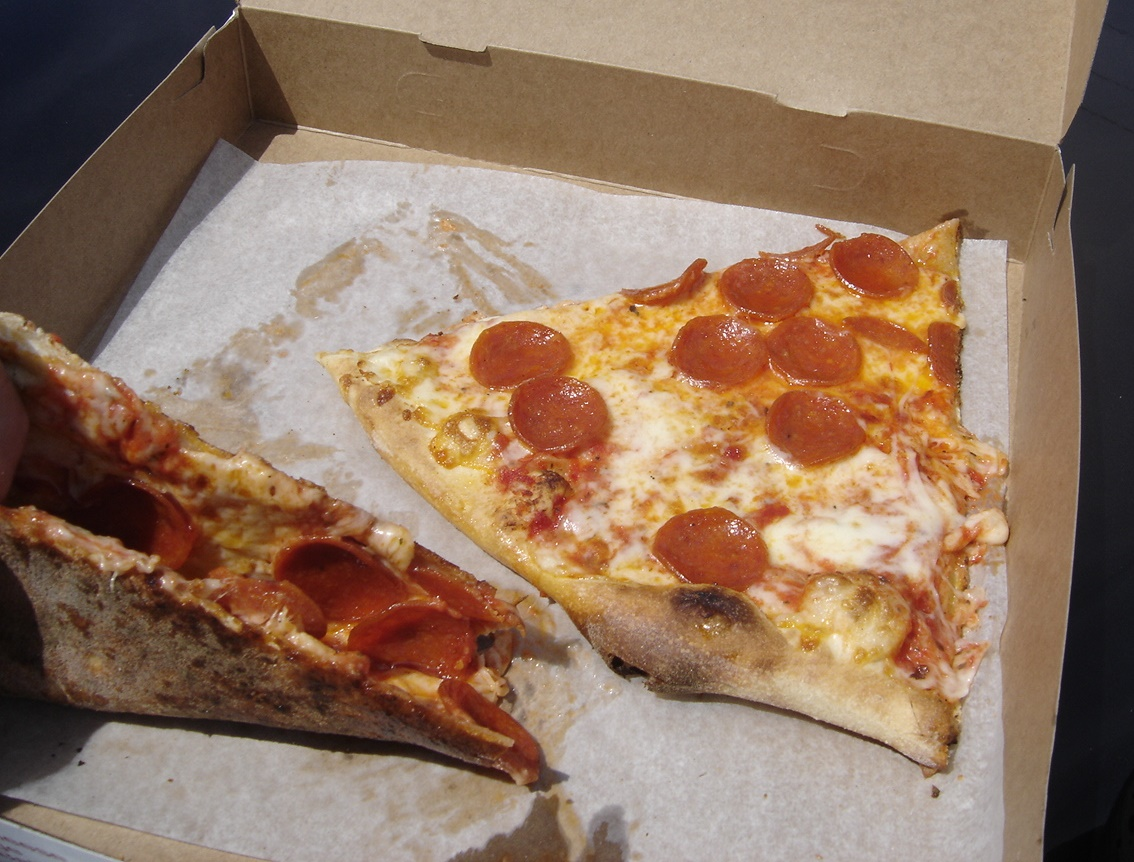
Kawałki nowojorskiej pizzy na cienkim cieście
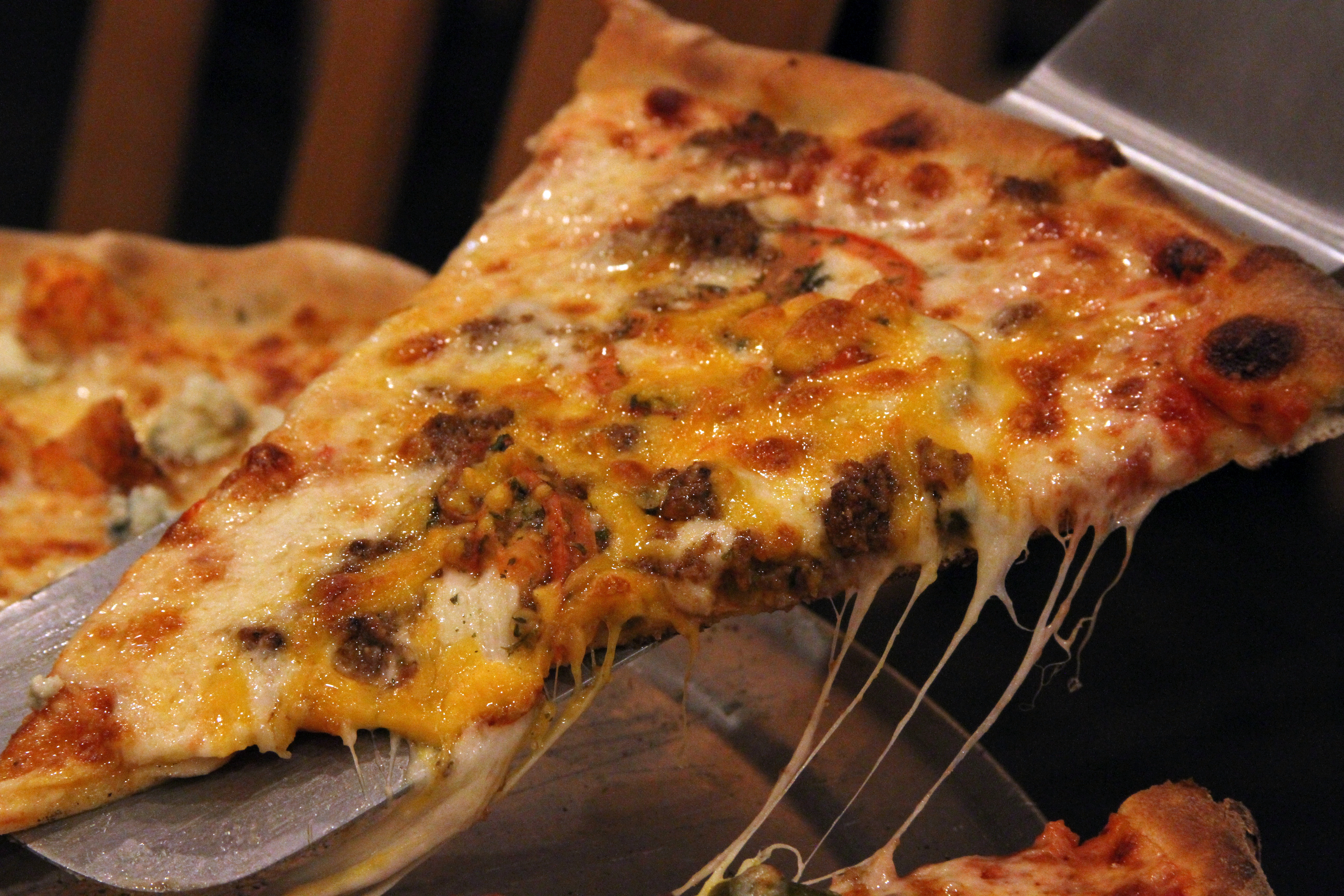
Różnorodność składników na nowojorskiej pizzy
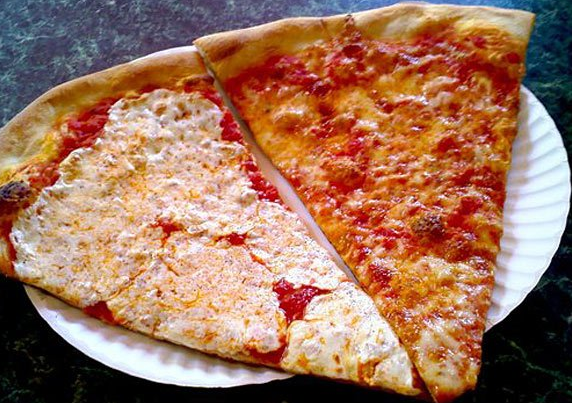
Różne pizze w nowojorskim stylu